# Diocesi di Goya
La diocesi di Goya (in latino Dioecesis Goyanensis) è una sede della Chiesa cattolica in Argentina suffraganea dell'arcidiocesi di Corrientes. Nel 2023 contava 311.000 battezzati su 338.267 abitanti. È retta dal vescovo Adolfo Ramón Canecín.

## Territorio
La diocesi comprende 7 dipartimenti della provincia di Corrientes: Curuzú Cuatiá, Esquina, Goya, Lavalle, Mercedes, Monte Caseros e Sauce.
Sede vescovile è la città di Goya, dove si trova la cattedrale di cattedrale di Nostra Signora del Rosario.
Il territorio si estende su 33.603 km² ed è suddiviso in 22 parrocchie.

## Storia
La diocesi è stata eretta il 10 aprile 1961 con la bolla Quotiens amplo di papa Giovanni XXIII, ricavandone il territorio dalla diocesi di Corrientes, che fu contestualmente elevata al rango di arcidiocesi metropolitana.
Il 29 dicembre 1961 Giovanni XXIII ha dichiarato la Beata Maria Vergine di Itatí (Nuestra Señora de Itatí) patrona principale della diocesi.
Il 3 luglio 1979 ha ceduto una porzione del suo territorio a vantaggio dell'erezione della diocesi di Santo Tomé.

## Cronotassi dei vescovi
Si omettono i periodi di sede vacante non superiori ai 2 anni o non storicamente accertati.
- Alberto Devoto † (12 giugno 1961 - 29 luglio 1984 deceduto)
- Luis Teodorico Stöckler (21 novembre 1985 - 25 febbraio 2002 nominato vescovo di Quilmes)
- Ricardo Oscar Faifer (10 ottobre 2002 - 24 settembre 2015 ritirato)
- Adolfo Ramón Canecín, succeduto il 24 settembre 2015

## Statistiche
La diocesi nel 2023 su una popolazione di 338.267 persone contava 311.000 battezzati, corrispondenti al 91,9% del totale.
| anno | popolazione | popolazione | popolazione | presbiteri | presbiteri | presbiteri | presbiteri                | diaconi | religiosi | religiosi | parrocchie |
| anno | battezzati  | totale      | %           | numero     | secolari   | regolari   | battezzati per presbitero | diaconi | uomini    | donne     | parrocchie |
| ---- | ----------- | ----------- | ----------- | ---------- | ---------- | ---------- | ------------------------- | ------- | --------- | --------- | ---------- |
| 1965 | 280.000     | 281.000     | 99,6        | 32         | 22         | 10         | 8.750                     |         | 11        | 68        | 15         |
| 1970 | 260.000     | 300.000     | 86,7        | 37         | 24         | 13         | 7.027                     |         | 18        | 95        | 19         |
| 1976 | 220.000     | 240.800     | 91,4        | 41         | 27         | 14         | 5.365                     |         | 15        | 95        | 19         |
| 1980 | 187.623     | 204.471     | 91,8        | 31         | 20         | 11         | 6.052                     |         | 13        | 84        | 19         |
| 1990 | 252.000     | 265.000     | 95,1        | 37         | 27         | 10         | 6.810                     |         | 10        | 35        | 18         |
| 1999 | 254.000     | 268.000     | 94,8        | 40         | 29         | 11         | 6.350                     |         | 13        | 57        | 23         |
| 2000 | 212.898     | 236.322     | 90,1        | 41         | 30         | 11         | 5.192                     |         | 11        | 49        | 15         |
| 2001 | 212.898     | 236.322     | 90,1        | 40         | 29         | 11         | 5.322                     |         | 13        | 54        | 15         |
| 2002 | 212.898     | 236.322     | 90,1        | 38         | 27         | 11         | 5.602                     |         | 14        | 53        | 15         |
| 2003 | 212.898     | 236.322     | 90,1        | 40         | 29         | 11         | 5.322                     |         | 12        | 53        | 15         |
| 2004 | 212.898     | 236.322     | 90,1        | 40         | 29         | 11         | 5.322                     |         | 12        | 53        | 15         |
| 2006 | 244.000     | 270.000     | 90,4        | 40         | 32         | 8          | 6.100                     | 6       | 9         | 54        | 15         |
| 2011 | 283.000     | 307.500     | 92,0        | 48         | 36         | 12         | 5.895                     | 13      | 13        | 38        | 25         |
| 2016 | 281.000     | 305.300     | 92,0        | 44         | 32         | 12         | 6.386                     | 20      | 13        | 38        | 24         |
| 2019 | 258.000     | 279.941     | 92,2        | 39         | 30         | 9          | 6.615                     | 23      | 10        | 23        | 23         |
| 2021 | 262.900     | 285.250     | 92,2        | 33         | 24         | 9          | 7.966                     | 23      | 10        | 23        | 23         |
| 2023 | 311.000     | 338.267     | 91,9        | 31         | 25         | 6          | 10.032                    | 28      | 7         | 31        | 22         |